# 莫斯蒂斯卡區

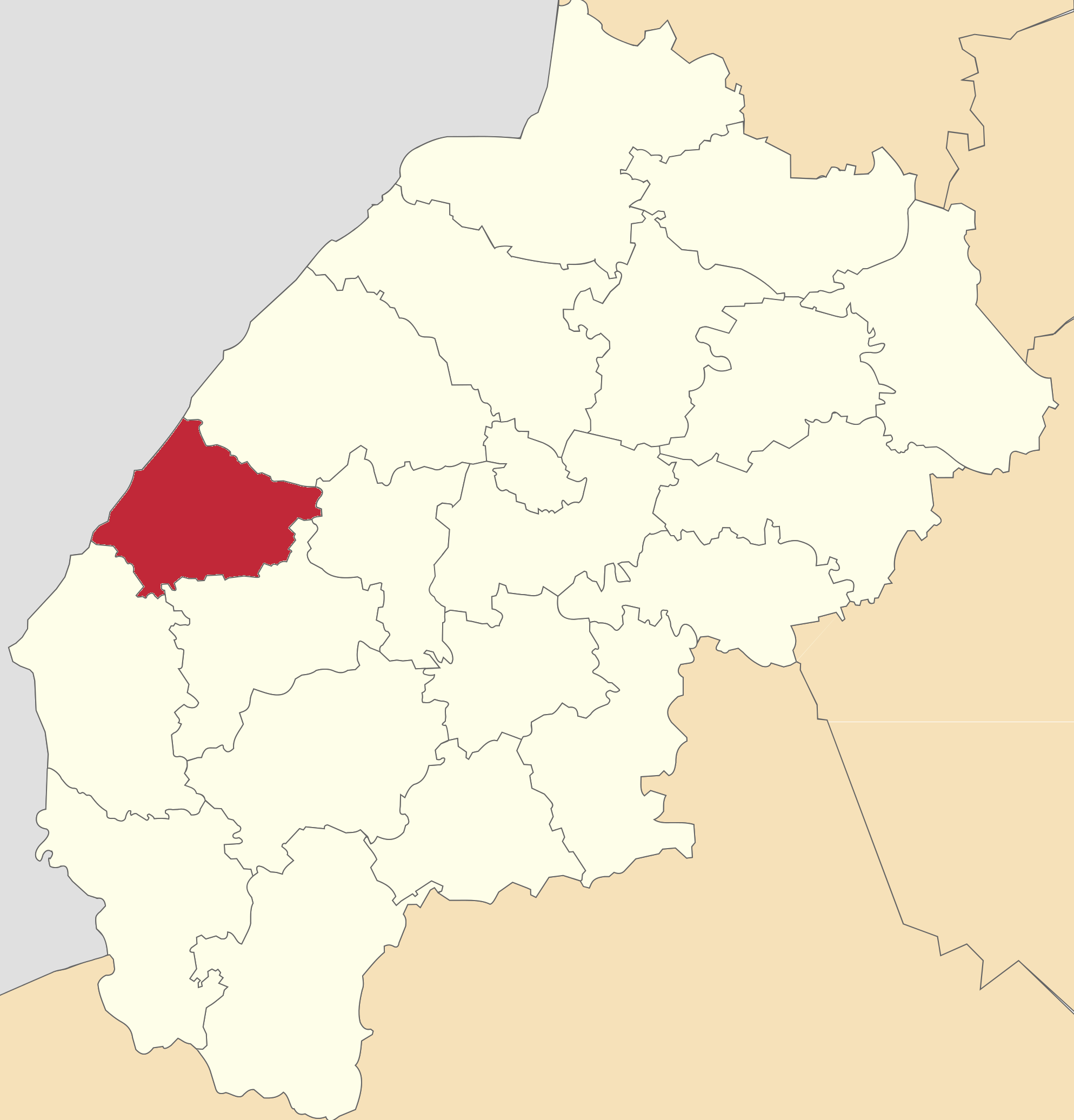

莫斯蒂斯卡區（烏克蘭語：Мостиський район）曾是烏克蘭的一個區，位於該國西部，由利沃夫州負責管轄，首府設於莫斯蒂斯卡，面積為845平方公里，2015年人口57,358，人口密度每平方公里67.9人。
2020年7月18日乌克兰施行了行政区划改革，利沃夫州的区份数量减至7个。莫斯蒂斯卡區合并至亞沃里夫區。